# 교황 테오도로 1세
교황 테오도로 1세(라틴어: Theodorus PP. I, 이탈리아어: Papa Teodoro I)는 제73대 교황(재위: 642년 11월 24일 - 649년 5월 14일)이다.
테오도로 1세는 그리스인이지만, 태어난 곳은 예루살렘이다. 640년경 교황 요한 4세에 의해 추기경에 서임되었다. 요한 4세의 뒤를 이어 테오도로 1세가 새 교황으로 선출되자 라벤나 총독은 즉시 그를 지지한다는 입장을 밝혔다. 그리고 642년 11월 24일 로마 주교좌에 착좌하였다. 요한 4세는 재위기간의 대부분을 단의설 이단과의 싸움으로 보냈다. 테오도로 1세는 전임 총대주교 피루스 1세가 제대로 교체되지 않았다는 이유를 내세워 바울로 2세를 콘스탄티노플 총대주교로 인정하는 것을 거부하였다. 또한 테오도로 1세는 콘스탄스 2세 황제에게 헤라클리우스 황제가 퍼뜨린 《에크테시스》 문서를 모두 회수하라고 요청하였다. 이러한 그의 노력은 콘스탄티노플에서는 별다른 효과를 보지 못한 반면에, 서방에서는 이단에 대한 반대를 강화시켰다. 피루스 1세조차 645년 자신의 이단적 가르침을 철회하였음에도, 648년에 파문되었다. 바울로 2세는 649년에 파문되었다. 이에 불만을 품은 바울로 2세는 프라치디아 궁전에 있는 로마 양식 제대를 파괴하였으며, 콘스탄티노폴리스 주재 교황 사절들을 대거 추방하거나 투옥하는 조치를 취하였다. 그러나 한편으로 그는 콘스탄스 황제의 칙령 《콘스탄스의 티포스》(Typos)를 널리 전파하여 에크테시스를 철회하게끔 하였으며, 황제에게 주청하여 그리스도 안에 의지가 하나나 둘이 있다는 논쟁 자체를 하지 못하게 만들었다.
테오도로 1세는 649년 라테라노 교회회의를 소집하여 에크테시스와 티포스 두 문헌 모두를 비판하고 단죄하려고 계획했지만, 교회회의를 소집하기도 전에 선종하고 말았다. 결국 그 일은 후임자인 교황 마르티노 1세가 대신하게 되었다. 테오도로 1세는 사후 성 베드로 대성전에 안장되었다.
동방 정교회에서는 테오도로 1세를 성인으로 시성하였으며, 축일은 5월 18일이다.